# 元方安全衛生管理者
元方安全衛生管理者（もとかたあんぜんえいせいかんりしゃ）は日本の建設業の現場において、統括安全衛生責任者のもと技術的な事項を管理する者である。元請事業者の副所長などが選任されることが多く、資格要件の関係で、理科系の大学卒業者であることが多い。
- 労働安全衛生法について、以下では条数のみ記す。

## 概要
統括安全衛生責任者を選任した事業者のうち、建設業に属する事業を行うものは、元方安全衛生管理者を選任しなければならない（第15条の2第1項）。選任するのは特定元方事業者なので実質的には統括安全衛生責任者に選任されることとなる。
特定元方事業者は、元方安全衛生管理者を選任した場合は、当該作業の開始後遅滞なく、選任した旨及び元方安全衛生管理者の氏名を作業場を管轄する労働基準監督署長に報告しなければならない（規則第664条）。労働基準監督署長は、労働災害を防止するため必要があると認めるときは、当該元方安全衛生管理者を選任した事業者に対し、元方安全衛生管理者の増員又は解任を命ずることができる（第15条の2第2項）。 
元方安全衛生管理者の選任は、その事業場に専属の者を選任して行わなければならない（規則第18条の3）。また事業者は、元方安全衛生管理者に対し、その労働者及び関係請負人の労働者の作業が同一場所において行われることによって生ずる労働災害を防止するため必要な措置をなし得る権限を与えなければならない（規則第18条の5）。

## 職務
元方安全衛生管理者は、統括安全衛生責任者が統括管理する事項（以下の1から6）のうち、技術的事項を管理しなければならない。なお、労働安全衛生法に定める安全衛生管理の他職とは異なり、作業場の巡視頻度は特に設けられていない。
1. 協議組織の設置及び運営を行うこと。
2. 作業間の連絡及び調整を行うこと。
3. 作業場所を巡視すること。
4. 関係請負人が行う労働者の安全又は衛生のための教育に対する指導及び援助を行うこと。
5. 仕事を行う場所が仕事ごとに異なることを常態とする業種で、厚生労働省令で定めるものに属する事業を行う特定元方事業者にあつては、仕事の工程に関する計画及び作業場所における機械、設備等の配置に関する計画を作成するとともに、当該機械、設備等を使用する作業に関し関係請負人が労働安全衛生法又はこれに基づく命令の規定に基づき講ずべき措置についての指導を行うこと。
6. 前各号に掲げるもののほか、当該労働災害を防止するため必要な事項

元方安全衛生管理者が事故等でその職務を行うことができないときは、代理者を選任しなければならない（規則第20条）。

## 資格要件
元方安全衛生管理者は、規則第18条の4に定められる以下の者から選任しなければならない。
- 学校教育法による大学又は高等専門学校における理科系統の正規の課程を修めて卒業した者（学士の学位を授与された者又はこれと同等以上の学力を有すると認められる者を含む）で、その後3年以上建設工事の施工における安全衛生の実務[2]に従事した経験を有する者
- 学校教育法による高等学校又は中等教育学校において理科系統の正規の学科を修めて卒業した者で、その後5年以上建設工事の施工における安全衛生の実務[2]に従事した経験を有する者
- その他厚生労働大臣が定める者

衛生管理者等、安全衛生上の資格を有さなくても選任されることは可能である。ただし、建設業労働災害防止協会が開催する統括安全衛生責任者講習、あるいは現場管理者統括管理講習を受講していることが望ましい。